# Barranc de les Valinjoves
El Barranc de les Valinjoves és un barranc de la Ribera d'Ebre que neix al vessant oest del Pla en Junquet i desemboca a lo Toll de l'Estret.